# Zdeněk Sedlák
Zdeněk Sedlák (* 18. ledna 1974, Přerov, Československo) je bývalý český hokejový útočník.

## Ocenění a úspěchy
- 2015 2.ČHL-Východ - Nejlepší nahrávač
- 2015 Postup s týmem HC Zubr Přerov do 1.ČHL

## Hráčská kariéra
- 1992-93 AC ZPS Zlín ČHL-18
- 1993-94 HC Tábor 1.ČHL
- 1994-95 AC ZPS Zlín, HC Hodonín 1.ČHL
- 1995-96 AC ZPS Zlín, HC Havířov 1.ČHL
- 1996-97 AC ZPS Zlín, HC Přerov 1.ČHL
- 1997-98 HC ZPS Barum Zlín, HC Železárny Třinec
- 1998-99 HC Slezan Opava, SK Horácká Slavia Třebíč 1.ČHL
- 1999-00 HC Keramika Plzeň
- 2000-01 Espoo Blues, JYP Jyväskylä Finsko
- 2001-02 HC Keramika Plzeň
- 2002-03 HC Ambrì-Piotta Švýcarsko
- 2003-04 HC Lasselsberger Plzeň, HC Sparta Praha, Vsetínská hokejová
- 2004-05 HC Innsbruck Rakousko
- 2005-06 HK Dinamo Minsk Bělorusko
- 2006-07 HK Dinamo Minsk Bělorusko, AaB Ishockey Dánsko
- 2007-08 Val Pusteria Itálie
- 2008-09 Hvidovre Kodaň Dánsko
- 2009-10 Salith Šumperk 1.ČHL, HC Přerov 2.ČHL
- 2010-11 HC Přerov 2.ČHL
- 2011-12 HC Přerov 2.ČHL
- 2012-13 HC Přerov 2.ČHL
- 2013-14 HC Přerov 2.ČHL
- 2014-15 HC Přerov 2.ČHL

## Reprezentace
| Rok                       | Tým                       | Soutěž                    | Z | G | A | B | TM |
| ------------------------- | ------------------------- | ------------------------- | - | - | - | - | -- |
| 1994                      | Česko 20                  | MSJ                       | 7 | 1 | 1 | 2 | 2  |
| 2002                      | Česko                     | MS                        | 7 | 1 | 0 | 1 | 2  |
| Juniorská kariéra celkově | Juniorská kariéra celkově | Juniorská kariéra celkově | 7 | 1 | 1 | 2 | 2  |
| Seniorská kariéra celkově | Seniorská kariéra celkově | Seniorská kariéra celkově | 7 | 1 | 0 | 1 | 2  |